# Mark Veens
Mark Hermanus Maria Veens (Venray, 26 giugno 1978) è un ex nuotatore olandese.
Specializzato nello stile libero ha partecipato a tre edizioni delle Olimpiadi a partire da Atlanta 1996.

## Palmarès
- Olimpiadi

Atene 2004: argento nella 4x100m sl.
- Mondiali

Fukuoka 2001: argento nella 4x100m sl.
- Mondiali in vasca corta

Hong Kong 1999: argento nella 4x100m sl e bronzo nei 50m sl.
- Europei

Siviglia 1997: bronzo nella 4x100m sl.
Istanbul 1999: oro nella 4x100m sl.
- Europei in vasca corta

Sheffield 1998: oro nella 4x50m sl, argento nei 50m sl e bronzo nei 100m sl.
Riesa 2002: oro nella 4x50m sl.
Dublino 2003: oro nella 4x50m sl.
Vienna 2004: argento nei 50m sl.
Trieste 2005: oro nella 4x50m sl.